# Blepephaeus blairi
Blepephaeus blairi là một loài bọ cánh cứng trong họ Cerambycidae.